# Maria Porębska
Maria Ludwika Porębska (ur. 25 sierpnia 1923 w Myślenicach, zm. 27 lutego 2019 we Wrocławiu) – polska psycholog, prof. dr hab.

## Życiorys
Córka Stefana i Stefanii. W 1950 ukończyła studia na Uniwersytecie Wrocławskim. Już od 1948 pracowała na macierzystej uczelni jako zastępca asystenta, w latach 1949–1951 jako asystent, w latach 1951–1956 starszy asystent, w latach 1956–1958 adiunkt, od 1958 docent, od 1991 jako profesor nadzwyczajny. W 1961 obroniła pracę doktorską Analiza zachowania się pod wpływem trudności napisaną pod kierunkiem Heleny Słoniewskiej. W 1968 uzyskała stopień doktora habilitowanego, a w 1991 tytuł naukowy profesora w zakresie nauk humanistycznych. Pracowała w Instytucie Psychologii na Wydziale Nauk Historycznych i Pedagogicznych Uniwersytetu Wrocławskiego, w latach 1972–1994 kierowała Zakładem Psychologii Rozwoju, w latach 1972–1975 i 1978 była zastępcą dyrektora, w latach 1978–1981, 1984–1987 i 1987–1991 dyrektorem Instytutu.
Była członkiem Polskiego Towarzystwa Psychologicznego, m.in. kierowała jego oddziałem wrocławskim.
W 1983 została odznaczona Krzyżem Kawalerskim Orderu Odrodzenia Polski, w 1988 otrzymała Medal Komisji Edukacji Narodowej.
Pochowana na Cmentarzu św. Wawrzyńca we Wrocławiu.

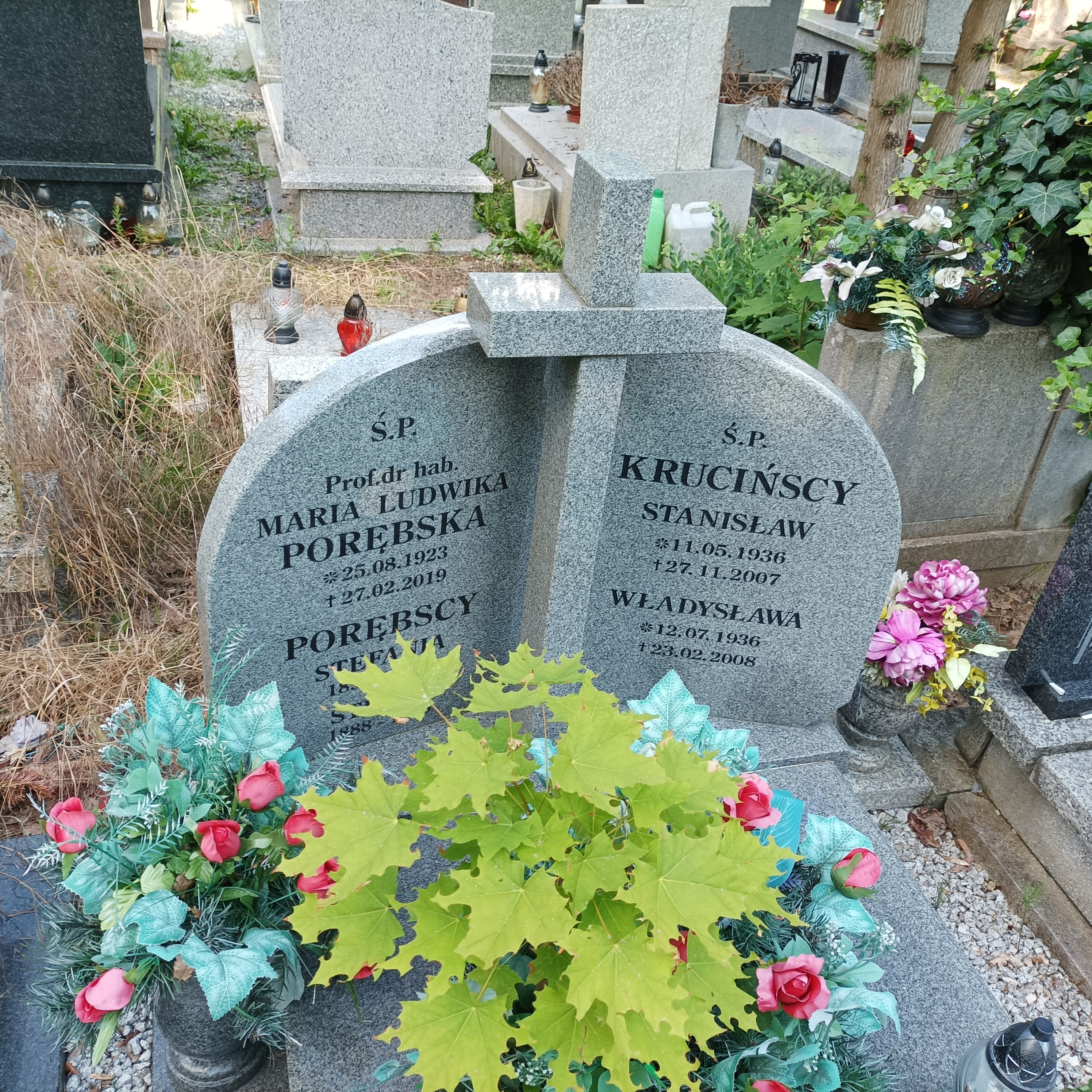
Grób prof. Marii Porębskiej na cmentarzu św. Wawrzyńca we Wrocławiu